# Molcajete

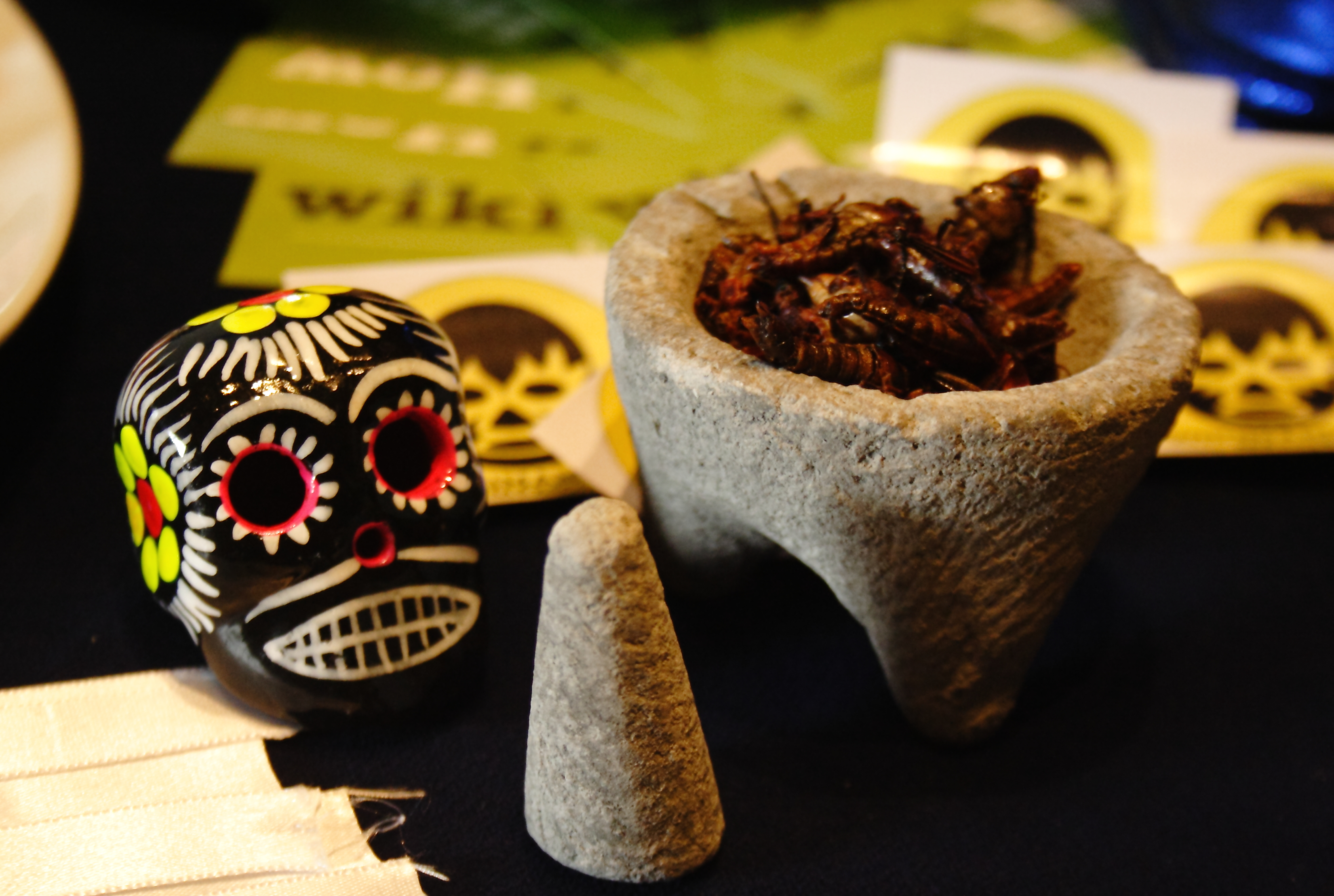
Mini molcajete et crâne décoré.

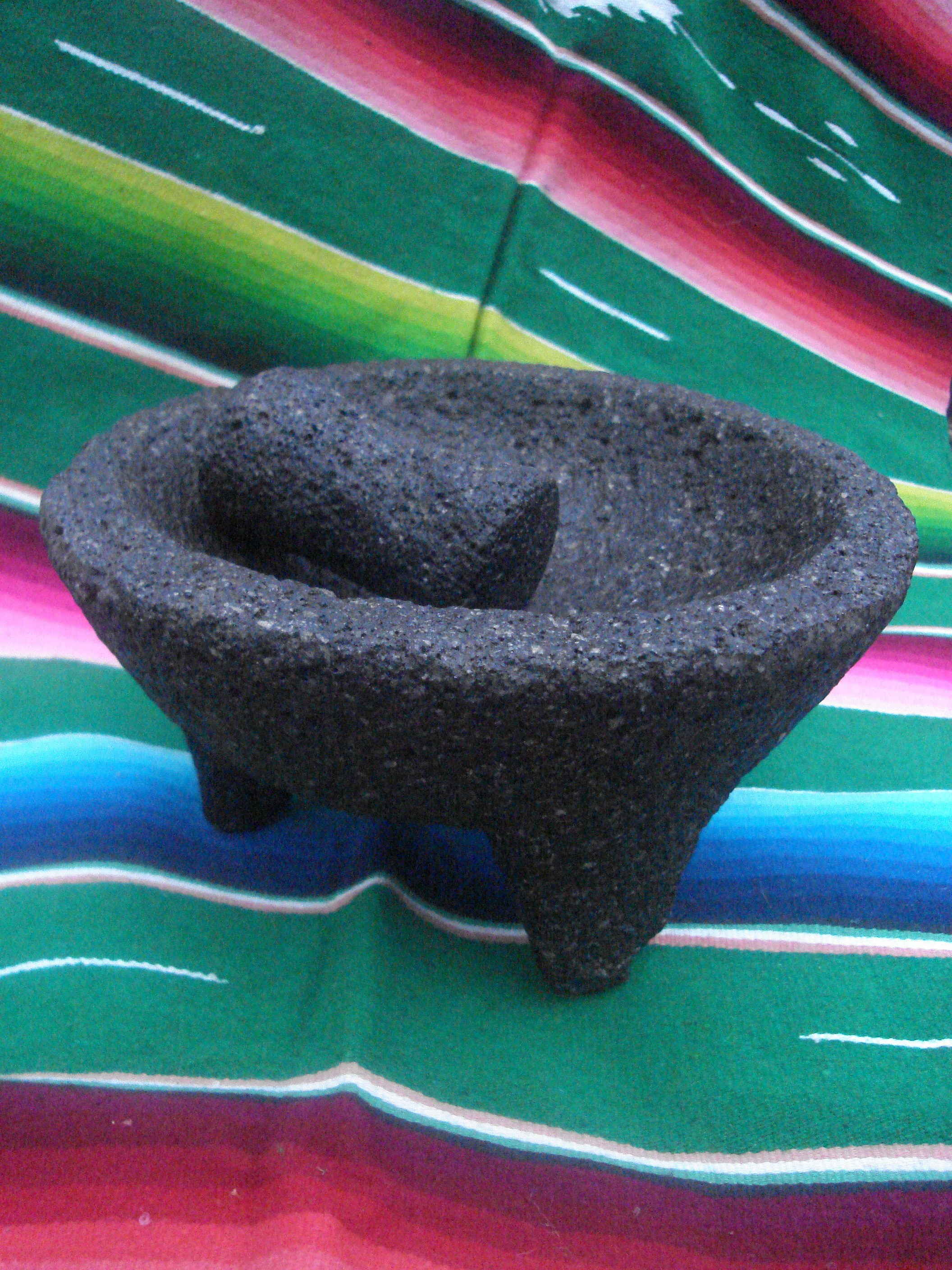
Un molcajete et son temolote.

Le molcajete est un mortier mésoaméricain traditionnel, largement utilisé au Mexique pour broyer ou marteler les aliments, tels que les céréales, les épices et les légumes, destinés à la préparation des sauces et autres plats. Pour moudre les ingrédients, on utilise un cylindre de pierre appelé tejolote, temolote ou communément appelé pierre molcajete.

## Origine
Selon l'Institut national d'anthropologie et d'histoire du Mexique, le terme molcajete vient des mots nahuatl : « mollicaxtli » et « temolcaxitl », qui signifie bol pour sauce ou bol en pierre pour mole. Cependant, le dictionnaire espagnol dit qu'il vient du mot mulcazitl, qui signifie jatte. Le terme temolote vient aussi du nahuatl, spécifiquement du mot « texolotl », de « tetl », qui signifie pierre, et « xolotl », qui signifie poupée. Il ne faut pas le confondre avec le metate, qui sert à moudre le maïs.
Le fameux mortier est élaboré à partir de pierres volcaniques sculptées en forme concave, dans lequel les épices, les grains et les légumes sont broyés en petite quantité. Ce type de mortier est utilisé dans la production de nourriture depuis les Égyptiens (1550 av. J.-C.) et apparaît même dans l'Ancien Testament, mais c'est en Mésoamérique (époque préhispanique) que différentes civilisations utilisaient des molcajetes qui creusaient dans une roche comme un trou pour moudre le maïs et autres noix. Bon nombre de ces dépressions creusées dans la roche se trouvent aujourd'hui dans de nombreux territoires de la République mexicaine.
Le plus grand molcajete du monde est situé à Mascota, dans l'État de Jalisco (Mexique), à 102 kilomètres de Puerto Vallarta et est certifié par le Livre Guinness des records.

## Caractéristiques
Le molcajete est en pierre (basalte), bien qu'il y en ait aussi en argile ou en bois dur. De nos jours, ils sont même fabriqués en plastique ou en céramique, bien qu'il s'agisse plutôt d'objets décoratifs, car ils sont utilisés comme contenants de sauces épicées et d'agrégats pour soucoupes, comme s'ils étaient fabriqués de manière traditionnelle. Il est composé de deux parties sculptées de la même pierre, la première est la base ou molcajete et la seconde est la main ou le pylône est appelé tejolote ou temolote (du nahuatl tetl (pierre) et molinia (mouvoir ou battre quelque chose), donc, temolote est correct selon son étymologie, tejolote serait un régionalisme ou erreur) ou temachín et est utilisé comme un marteau pour casser et rectifier contre le creux du molcajete.
Malgré l'utilisation répandue du mixeur électrique et d'autres instruments modernes, le molcajete continue à avoir la préférence pour l'élaboration de sauces dans la cuisine populaire et traditionnelle mexicaine, parce que le goût et la texture fournis par la pierre et la technique de broyage est unique et très caractéristique.
La pierre pour les metates et les molcajetes est extraite, pour la plupart, des mines situées à San Lucas Evangelista (es), municipalité de Tlajomulco de Zúñiga, dans l'état de Jalisco. Sa conception et son utilisation sont restées pratiquement inchangées au fil des siècles.